# Vosne-Romanée
Vosne-Romanée là một xã trong tỉnh Côte-d'Or, thuộc vùng Bourgogne-Franche-Comté của nước Pháp, có dân số là 460 người (thời điểm 1999). Vosne-Romanée nằm khoảng 18 km về phía nam của Dijon và giáp ranh với các nơi trồng nho Nuits-Saint-Georges cũng như là Vougeot.

## Nhân khẩu học
| 1962 | 1968 | 1975 | 1982 | 1990 | 1999 |
| ---- | ---- | ---- | ---- | ---- | ---- |
| 650  | 654  | 613  | 530  | 464  | 460  |